# Sasha Strunin
Sasha Strunin lub Alexandra Strunin, właściwie Aleksandra Igoriewna Strunina (ros. Александра Игоревна Струнина, ur. 27 października 1989 w Leningradzie) – polska piosenkarka, reżyserka, artystka wizualna, aktorka i była modelka pochodzenia rosyjskiego. Absolwentka fotografii na Uniwersytecie Artystycznym w Poznaniu oraz członkini Stowarzyszenia Artystów Wykonawców Utworów Muzycznych i Słowno-Muzycznych (SAWP).
Popularność zyskała dzięki występom w zespole The Jet Set (2005–2008), z którym wydała album pt. Just Call Me (2006) i reprezentowała Polskę z utworem „Time to Party” w 52. Konkursie Piosenki Eurowizji (2007). W 2009 rozpoczęła solową działalność muzyczną i wydała popowy album pt. Sasha zawierający utwór „To nic kiedy płyną łzy”, który stał się ogólnopolskim przebojem. Po kilkuletniej przerwie w 2013 wydała niezależnie EP-kę pt. Stranger z muzyką elektroniczną. W 2015 nawiązała współpracę z trębaczem jazzowym i kompozytorem Garym Guthmanem, z którym nagrała dwa albumy utrzymane w stylistyce jazzowej: Woman in Black (2016) i Autoportrety (2019).
Po rozpoczęciu studiów reżyserskich w 2023 ograniczyła działalność muzyczną na rzecz kariery filmowej. Tworzy także sztuki wizualne i wzięła udział w kilku projektach aktorskich. Zagrała m.in. w serialach: Pierwsza miłość (2010) i Na Wspólnej (2018).

## Życiorys

### Dzieciństwo i edukacja
Urodziła się 27 października 1989 w Leningradzie, jako jedyne dziecko śpiewaków operowych: Rosjanina Igora Strunina i Ukrainki Wity Nikołajenko. Małżeństwo jej rodziców zakończyło się rozwodem. Poza korzeniami rosyjskimi i ukraińskimi ma również korzenie polskie i białoruskie. Dziadek ze strony ojca był fotografem i reżyserem teatralnym, zaś babcia, Nelli, aktorką teatralną polskiego pochodzenia. Matka babki (Rosjanka wywodząca się z polskiej rodziny szlacheckiej Stankiewiczów) zginęła w gułagu, a ojciec został rozstrzelany podczas stalinowskich czystek. W wyniku tych wydarzeń Nelli trafiła do domu dziecka w Charkowie. W późniejszym życiu pracowała w fabryce, a także występowała w działającym przy niej teatrzyku, gdzie poznała swojego przyszłego męża.

Moi rodzice mieli ogromny wpływ na to, że dziś jestem piosenkarką. Już mając 10 lat, powiedziałam im, że chcę śpiewać. Wybrałam jednak muzykę rozrywkową, a nie operową, uważałam bowiem, że klasyka daje znacznie mniej możliwości kreacyjnych. Chciałam mieć szeroki warsztat, śpiewać różne gatunki, a nie tylko kompozycje barokowe.

Strunin została wychowana w wierze prawosławnej. Przez pierwsze trzy lata życia mieszkała na Ukrainie u dziadków, którzy ją wychowywali, podczas gdy rodzice szukali pracy poza granicami Związku Radzieckiego. W 1991 otrzymali angaż w Teatrze Wielkim im. Stanisława Moniuszki w Poznaniu i przeprowadzili się do Poznania, gdzie rok później dołączyła do nich córka. W jednym z wywiadów wyznała, że pomimo swojego pochodzenia, uważa się za Polkę: „Czuję się Polką, myślę po polsku, to mój pierwszy język. Miałam trzy lata, jak tu przyjechałam. Tu się wychowałam, tu chodziłam do przedszkola, szkoły”.
Jako małe dziecko wystąpiła w kilku spektaklach, debiutując w przedstawieniu operowym w wieku dwóch lat, choć jak sama przyznała nie była wtedy świadoma tego, co się dzieje. Od dziecięcych lat brała udział w przeglądach i festiwalach muzycznych, podczas których była nagradzana. W dzieciństwie rodzice zapisali ją do podstawowej szkoły muzycznej na lekcje gry na pianinie, jednak krótko po rozpoczęciu nauki zrezygnowała z niej. Od 2002 uczęszczała do poznańskiego gimnazjum nr 22, a w 2008 zdała maturę w tamtejszym IV Prywatnym Liceum Ogólnokształcącym. Decyzję o wyborze liceum prywatnego podjęła, gdyż wymagała indywidualnego toku nauczania, aby móc pogodzić naukę z karierą muzyczną.
W 2009 rozpoczęła studia fotograficzne pierwszego stopnia na Wydziale Komunikacji Multimedialnej Uniwersytetu Artystycznego w Poznaniu, które ukończyła w 2013. W 2023 podjęła studia z reżyserii filmowej w Warszawskiej Szkole Filmowej.

### Kariera zawodowa

#### 2003–2009
Jej profesjonalny debiut sceniczny miał miejsce w 2003 na 10. Festiwalu Piosenki Angielskiej w Brzegu, podczas którego wygrała w kategorii dziecięcej wykonaniem utworu „When You Told Me You Loved Me” z repertuaru Jessiki Simpson, po czym na jakiś czas zajęła się modelingiem. Poprzez konkurs „Elite Model Look” nawiązała półtoraroczną współpracę z agencją modelek Elite, a w ramach kontraktu pracowała między innymi w Paryżu i Japonii. W 2005 wzięła udział w czwartej edycji talent show Idol, emitowanego w telewizji Polsat. Została wyeliminowana w jednym z odcinków półfinałowych (tzw. etap klubowy), w którym zajęła trzecie miejsce w głosowaniu widzów.

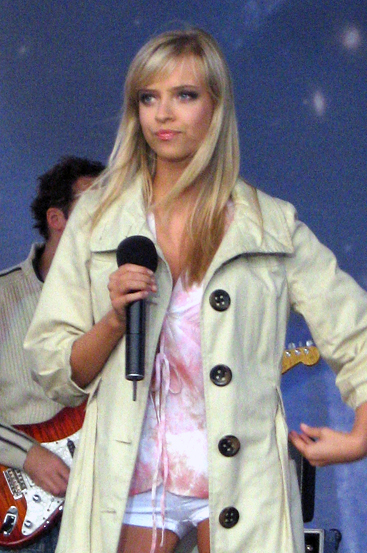
Strunin podczas „Dnia Otwartego TVP” (2007)

W grudniu 2005 została wokalistką nowo powstałego zespołu The Jet Set, jednocześnie kończąc współpracę z agencją Elite. W jednym z wywiadów opowiedziała o okolicznościach, w jakich została do niego zaangażowana:

Moja pani profesor zaprosiła na lekcję producenta, który szukał młodej wokalistki. Powiedziała mu, że uczy dziewczynę, która jest doświadczona w śpiewaniu festiwalowym i przerosła już konkursy wokalne dla młodzieży [...] Producent przyszedł na lekcję i poprosił, żebym coś zaśpiewała. Wybrałam piosenkę Céline Dion i usłyszałam: „Dobrze, to my się widzimy za tydzień, przyjdź z rodzicami” [...] Okazało się, że powstaje nowy zespół i że może to być coś fajnego. Tak pojawiło się Jet Set.

Z zespołem wykonywała muzykę z pogranicza gatunków: R&B, pop, dance i rap, wzorując się m.in. na amerykańskiej grupie Black Eyed Peas. Początkowo współtworzyła go z pochodzącym z Chicago raperem Trayem (Tracy Spencer Shipp), którego w połowie 2006 zastąpił brytyjski wokalista i raper David Junior Serame. W 2006 wydali album pt. Just Call Me, który dotarł do 35. miejsca polskiej listy sprzedaży i uzyskał status złotej płyty. Tego samego roku zajęli trzecie miejsce w polskich eliminacjach do Konkursu Piosenki Eurowizji 2006, wykonując utwór „How Many People”, a także wystąpili w polskich eliminacjach do finału konkursu Sopot Festival 2006, prezentując piosenkę „Just Call Me”.
W 2007 reprezentowali Polskę w Konkursie Piosenki Eurowizji 2007 z utworem „Time to Party”. W półfinale konkursu zdobyli 75 punktów, plasując się na 14. miejscu, co nie zapewniło im awansu do finału. Grupa otrzymała Superjedynkę w kategorii Przebój roku za „Time to Party” podczas 44. festiwalu opolskiego oraz nagrody Eska Music Awards i Viva Comet Awards w kategorii Zespół roku. W 2008 Strunin uczestniczyła w reality show TV4 Big Brother w edycji z udziałem gwiazd. Z powodu zobowiązań zawodowych, uniemożliwiających jej dalszy udział w programie, odeszła z niego na własne życzenie. The Jet Set, które powstało z zamiarem nagrania jednej płyty, oficjalnie zakończyło działalność 1 stycznia 2009.
Po rozwiązaniu zespołu Strunin podpisała solowy kontrakt fonograficzny z wytwórnią Sony Music. W trakcie prac nad debiutanckim albumem nagrała utwór „Emely” w duecie ze szwedzkim piosenkarzem Dannym. W czerwcu 2009 wydała pierwszy solowy singel „To nic kiedy płyną łzy”, który notowany był w pierwszej piątce polskiej listy airplay. Z piosenką brała udział w głosowaniu o awans do krajowego etapu konkursu Sopot Festival 2009, jednak ostatecznie uplasowała się poza pierwszą piątką premiowaną występem podczas festiwalu. 21 września 2009 wydała pierwszy solowy album studyjny pt. Sasha. Nagrania na wydawnictwie zostały zaliczone do nurtu muzyki popularnej z elementami R&B. Z albumem dotarła do 25. miejsca listy stu najlepiej sprzedających się płyt we wrześniu 2009 w Polsce. Drugi singel promujący wydawnictwo, „Zaczaruj mnie ostatni raz”, wydała w listopadzie 2009, a kolejne: „Ucisz moje serce” i „Chcę zatrzymać czas” już w 2010. Kilka lat później wyznała, że nie utożsamiała się z repertuarem z tej płyty, ale była zobowiązana kontraktem do nagrywania materiału narzuconego jej przez wytwórnię płytową. Za solowy debiut była nominowana do nagród Telekamery, Złote Dzioby i Mikrofony Popcornu.

#### 2010–2019

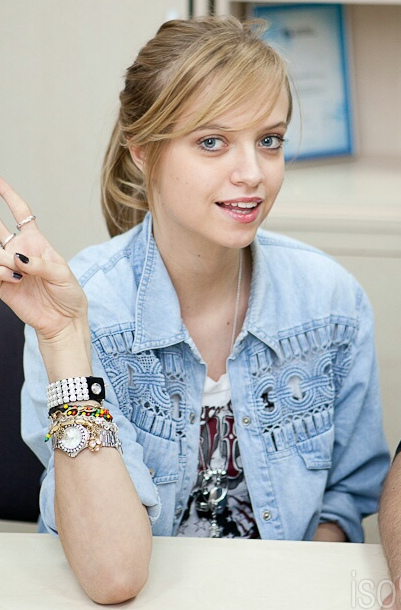
Strunin w 2010

Na początku 2010 wraz z kilkoma innymi polskimi wykonawcami nagrała utwór „Muzyki moc” z okazji 10-lecia stacji telewizyjnej Viva Polska. W maju tego roku dołączyła do obsady serialu Polsatu Pierwsza miłość, w którym wcielała się w postać piosenkarki Kaliny Świętochowskiej. Łącznie wystąpiła w 26 odcinkach. W 2010 zagrała również w etiudzie filmowej Natalii Kostenko Koniec świata oraz użyczyła głosu jednej z bohaterek gry na PlayStation 3 TV Superstars, a także wzięła udział w programie tanecznym Vivy Królowie Densfloru.
W maju 2011 zakończyła współpracę z wytwórnią Sony Music oraz dotychczasowym menedżmentem, po czym rozpoczęła niezależną działalność muzyczną. Zaczęła eksperymentować z różnymi stylami muzycznymi oraz samodzielnie komponować i pisać teksty piosenek. Chcąc mieć pełną kontrolę nad swoją karierą, wraz z producentem Andrzejem Prymuszewskim założyła firmę producencko-menedżerską A.S Music Production, pod której szyldem we wrześniu 2011 wydała singel „Game Over”. W tym czasie zajęła się także tworzeniem sztuk wizualnych. W 2012 opublikowała autorski utwór „Overrated Men” oraz sama zrealizowała ilustrujący go teledysk techniką found footage. Do czerwca 2013, wspólnie z The Jet Set oraz solowo, sprzedała prawie 30 tysięcy płyt i zagrała ponad 300 koncertów.
1 lipca 2013 wystąpiła jako support przed koncertem francuskiej wokalistki Zaz w warszawskiej Hali Koło, wykonując premierowo utwory zwiastujące jej autorski album Viscera. 29 października 2013 wydała cyfrowo EP-kę pt. Stranger, będącą zapowiedzią tej płyty. Na minialbumie połączyła muzykę elektroniczną z elementami jazzu, psychodelii, operowego śpiewu i muzyki etnicznej. Projekt Viscera ostatecznie zaprezentowała jedynie w formie wideoklipu jako pracę dyplomową podczas wystawy Podświadomość zdarzeń w Galerii Spokojna przy warszawskiej ASP 23 października 2013. W grudniu tego roku wzięła udział w nagraniu piosenki świątecznej oraz teledysku pt. „Magia Świąt” w ramach charytatywnego projektu reALICJA. W 2014 miała wziąć udział w konkursie SuperDebiuty na festiwalu w Opolu, jednak na krótko przed jego rozpoczęciem została zdyskwalifikowana z powodu złamania regulaminu.
W 2015 rozpoczęła pracę nad nowym materiałem na drugi solowy album studyjny. Do współpracy zaprosiła amerykańskiego trębacza jazzowego i kompozytora Gary’ego Guthmana, który napisał i skomponował wszystkie utwory na płycie. 14 października 2016 nakładem Agencji Muzycznej Polskiego Radia wydała album pt. Woman in Black. Zawartą na nim muzykę określiła mianem „jazz noir” – jazz inspirowany filmami kryminalnymi z lat 40. i 50. XX wieku (kino noir). Album promowała tytułowym singlem oraz polskojęzyczną wersją pochodzącego z niego utworu „Don’t Tell Me No” („Nie mów mi nie”). 14 lutego 2017 w Studio Koncertowym Polskiego Radia im. Witolda Lutosławskiego zagrała koncert promocyjny płyty. W 2018 wystąpiła w dwóch serialach stacji TVN: Na Wspólnej i Pułapka, wcielając się kolejno w rolę piosenkarki Nataszy Morozowej oraz w epizodyczną rolę sprzedawczyni.
21 czerwca 2019 nakładem wytwórni Soliton wydała album pt. Autoportrety, na którym umieściła jazzowe kompozycje Guthmana do wierszy autorstwa Mirona Białoszewskiego. Krytyk Adam Baruch w swojej recenzji nazwał Strunin „jednym z największych skarbów polskiego jazzu”. Za ten album była nominowana do nagrody Koryfeusz Muzyki Polskiej w kategorii Odkrycie roku. 24 listopada 2019 na scenie Basenu Artystycznego Warszawskiej Opery Kameralnej zadebiutowała jako aktorka teatralna rolą Alicji w musicalu List z Warszawy Gary’ego Guthmana i Domana Nowakowskiego w reżyserii Natalii Kozłowskiej. Wykonywane w nim utwory nagrała w wersjach studyjnych na wydaną w 2020 ścieżkę dźwiękową.

#### Od 2020
W 2020 wystąpiła w teledysku Sosnowskiego do utworu „Dalej”, a w 2023 pojawiła się w serialach Na sygnale i Przyjaciółki. Po rozpoczęciu studiów reżyserskich w 2023 ograniczyła działalność muzyczną na rzecz kariery filmowej. W 2025 wyreżyserowała etiudę filmową pt. Patrzę w niebo według własnego scenariusza, z którą brała udział w konkursach filmów krótkometrażowych na Festiwalu Polskich Filmów Fabularnych, Koszalińskim Festiwalu Debiutów Filmowych „Młodzi i Film” i Freedom Film Festivalu.

### Życie prywatne
Była zaręczona z producentem muzycznym Markiem Piotrem Szumskim. W 2021 związała się z aktorem Piotrem Bajtlikiem, za którego wyszła 28 czerwca 2025.

## Warsztat wokalny
Jest mezzosopranem. W dzieciństwie śpiewu uczyła ją matka. Następnie uczęszczała na zajęcia wokalne do Marzeny Osiewicz, która jak przyznała, „tak naprawdę pokazała mi, co mogę zrobić ze swoim głosem, jak nad nim zapanować”. W ramach przygotowań do nagrania albumu Woman in Black pod okiem Gary’ego Guthmana szkoliła się w śpiewie jazzowym poprzez wykonywanie standardów tego gatunku, m.in. „Misty” Sary Vaughan. Komentując ten proces powiedziała: „śpiewanie swingu to zupełnie inne frazowanie, oddech, podejście do harmonii i rytmu. Szczerze mogę powiedzieć, że w dwa lata przećwiczyłam to, czego uczą się studenci na wydziale jazzu Katowickiej Akademii Muzycznej”.
Janusz Szrom recenzując Autoportrety napisał: „Na płycie brzmi znakomicie, z lekkością poddając się wyszukanym zmysłom aranżacyjnym, obfitującym w naprawdę niebanalną harmonię oraz wyrafinowane linie melodyczne. Wydaje się, że nie istnieją dla niej żadne granice, a dopełnieniem wszystkiego są, realizowane przez nią z dużą swobodą oraz punktualnością, czysto instrumentalne special chorusy”. Krzysztof Komorek pisząc dla „JazzPress” dostrzegł jej „charakterystyczny, mocny głos i wykonawczą charyzmę”, a Adam Baruch podkreślił, że „śpiewa skomplikowane teksty z elegancją, polotem i niesamowitą pasją. Jej głębia ekspresji i moc frazowania doprawdy mrożą krew w żyłach”. W recenzji Listu z Warszawy dla „Dziennika Gazety Prawnej” Maciej Weryński napisał o niej jako o „wokalistce wysokiej próby”.

## Wizerunek medialny i odbiór

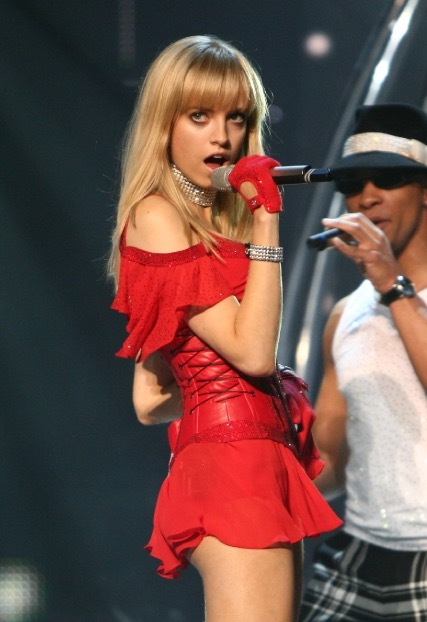
Strunin podczas półfinału Konkursu Piosenki Eurowizji 2007

Decyzje wizerunkowe w początkowym okresie kariery Strunin podejmował jej management. Stylizowana na „wampa”, spotykała się z krytyką niektórych oceniających, którzy uznawali prezentowany przez nią wizerunek za niestosowny do jej młodego wieku. Wzięła udział w rozbieranych sesjach zdjęciowych, dwukrotnie pojawiając się na okładce czasopisma „CKM” (w 2008 i 2011). W 2008 została jedną z laureatek zorganizowanego przez ten magazyn plebiscytu na najseksowniejsze Polki dekady. Zapytana po latach o „kontrowersyjny image wyzwolonej nastolatki” odpowiedziała: „kiedy miałam szesnaście lat, wychodzenie na scenę w różowych szortach i brokatowych topach było jak najbardziej na miejscu. Tak samo ubierały się wtedy moje rówieśniczki w Stanach [...]. I to miało takie być: bardzo amerykańskie, prowokujące, odważne. Kiedyś Christina Aguilera też miała brzuszek na wierzchu, dziś nie wychodzi tak na scenę. Tak samo ze mną. Dlatego nie uważam, że to było kontrowersyjne – a raczej urocze”.
Podczas udziału w programie Big Brother stała się obiektem medialnych spekulacji. Dotyczyły one jej relacji z innym uczestnikiem, bokserem Marcinem Najmanem oraz okoliczności, w jakich odeszła z programu; opuściła go w asyście policji, a według doniesień decyzję o jej odejściu miał podjąć ojciec, przeciwny rzekomemu związkowi córki z Najmanem, po czym miał wywieźć ją na Syberię. Sama Strunin zdementowała te doniesienia, nazywając je „czystą abstrakcją”.
Po zakończeniu promocji płyty Sasha ograniczyła obecność w mediach. Zmieniła również wizerunek na bardziej stonowany, korespondujący z nowym kierunkiem muzycznym, jaki obrała. W jej strojach scenicznych zaczęła przeważać czerń, nawiązująca do tytułu oraz estetyki oprawy wizualnej albumu Woman in Black, utrzymanej w stylu amerykańskich filmów noir z lat 40.

## Dyskografia
- Sasha (2009)
- Woman in Black (2016)
- Autoportrety (2019)

## Filmografia
| Rok  | Tytuł           | Profesje | Profesje | Profesje | Rola                 | Uwagi          | Źr.   |
| Rok  | Tytuł           | A        | R        | S        | Rola                 | Uwagi          | Źr.   |
| ---- | --------------- | -------- | -------- | -------- | -------------------- | -------------- | ----- |
| 2010 | Pierwsza miłość | T        |          |          | Kalina Świętochowska | 26 odcinków    | [ 5 ] |
| 2010 | Koniec świata   | T        |          |          | Oliwia               | etiuda szkolna | [ 5 ] |
| 2018 | Na Wspólnej     | T        |          |          | Natasza Morozowa     | 17 odcinków    | [ 5 ] |
| 2018 | Pułapka         | T        |          |          | sprzedawczyni        | odc. 2         | [ 5 ] |
| 2023 | Na sygnale      | T        |          |          | Natalia              | odc. 440       | [ 5 ] |
| 2023 | Przyjaciółki    | T        |          |          | pracownica telewizji | odc. 251–253   | [ 5 ] |
| 2025 | Patrzę w niebo  |          | T        | T        |                      | etiuda szkolna | [ 5 ] |

## Gry komputerowe
| Rok  | Tytuł         | Rola  | Źr.    |
| ---- | ------------- | ----- | ------ |
| 2010 | TV Superstars | Bella | [ 62 ] |

## Teatr
| Rok       | Sztuka          | Rola   | Źr.            |
| --------- | --------------- | ------ | -------------- |
| 2019–2023 | List z Warszawy | Alicja | [ 84 ] [ 103 ] |

## Nominacje
| Rok  | Konkurs                                                      | Kategoria                                            | Rezultat  | Źr.    |
| ---- | ------------------------------------------------------------ | ---------------------------------------------------- | --------- | ------ |
| 2010 | Mikrofony Popcornu 2009                                      | Przebój polski („To nic kiedy płyną łzy”)            | Nominacja | [ 58 ] |
| 2010 | Telekamery 2010                                              | Muzyka                                               | Nominacja | [ 56 ] |
| 2010 | Złote Dzioby 2009                                            | Przebój roku („To nic kiedy płyną łzy”)              | Nominacja | [ 57 ] |
| 2010 | Złote Dzioby 2009                                            | Odkrycie roku                                        | Nominacja | [ 57 ] |
| 2019 | Koryfeusz Muzyki Polskiej 2019                               | Odkrycie roku                                        | Nominacja | [ 83 ] |
| 2025 | Koszaliński Festiwal Debiutów Filmowych „Młodzi i Film” 2025 | Krótkometrażowy debiut filmowy (Patrzę w niebo)      | Nominacja | [ 89 ] |
| 2025 | Freedom Film Festival 2025                                   | Międzynarodowy film krótkometrażowy (Patrzę w niebo) | Nominacja | [ 90 ] |
| 2025 | Festiwal Polskich Filmów Fabularnych 2025                    | Film krótkometrażowy (Patrzę w niebo)                | Nominacja | [ 88 ] |